# Фабио Переира да Силва
Фабио Переира да Силва (порт. Fábio Pereira da Silva; 9. јул 1990), познатији као Фабио да Силва или Фабио, професионални је бразилски фудбалер који игра као одбрамбени играч и тренутно наступа за Нант. За репрезентацију Бразила наступао је два пута.
Има брата близанца Рафаела, који такође игра фудбал.

## Успеси
Манчестер јунајтед
- Премијер лига: 2010/11.
- ФА Комјунити шилд: 2010.

Нант
- Куп Француске: 2021/22.